# نووآبزانوو
نووآبزانوو (انگلیسی: Novoabzanovo) یک شهرک در شهرستان بلاگووارسکی باشقیرستان کشور روسیه است.